# بهرام سرمست
بهرام سرمست، (متولد ۱۳۴۸ بناب)، سیاستمدار اصلاح‌طلب ایرانی است. وی هم اکنون استاندار آذربایجان شرقی در دولت چهاردهم است. همچنین پیش‌تر از سال ۱۳۹۷ تا ۱۴۰۰  استاندار قم بوده است.

## زندگی‌نامه
بهرام سرمست در بناب زاده شده بهرام سرمست، دانش‌آموخته دکترای علوم سیاسی است. وی مسئولیت مدیرکل سیاسی وزارت کشور ، مدیرکلی سیاسی، انتخابات و تقسیمات کشوری استانداری تهران، مدیرکل سیاسی و انتظامی استانداری آذربایجان شرقی و سرپرستی فرمانداری تبریز را دارد. همچنین مدت کوتاهی سرپرست معاونت سیاسی وزارت کشور قبل از جمال عرف بوده است.

## تحصیلات
بهرام سرمست تحصیلات دانشگاهی خود را در سال ۱۳۶۶ در دانشگاه تهران در رشته کارشناسی علوم سیاسی آغاز کرد و در سال ۱۳۷۰ فارغ‌التحصیل شد. وی دارای مدرک کارشناسی حقوق از دانشگاه پیام نور می‌باشد و از سال ۱۳۷۰ تا ۱۳۷۴ مقطع کارشناسی ارشد رشته علوم سیاسی را در دانشگاه شهید بهشتی گذرانده است. وی در سال ۱۳۸۴ از دکترای تخصصی علوم سیاسی در واحد علوم و تحقیقات تهران فارغ‌التحصیل شد.
عنوان پایان‌نامه کارشناسی ارشد: کثرت‌گرایی فرهنگی و بحران مشارکت سیاسی
عنوان رساله دکتری: رفتار انتخاباتی مردم ایران دَر عصر جهانی شدن

## سوابق اجرایی
وی از نیروهای معتدل و چهره سیاسی و دانشگاهی است که بیش از ۲۰ سال و قبل از دولت‌های نهم و دهم در مسئولیت‌های مدیریت سیاسی، انتظامی و فرهنگی بوده است.
مدیرکل سیاسی و انتظامی استانداری آذربایجان شرقی، سرپرست فرمانداری تبریز، ریاست اداره دانش آموختگان و مدیریت پژوهش و کار آفرینی دانشگاه پیام نور، عضو هیئت علمی و تدریس در دانشگاه، معاون فرهنگی و اجتماعی و گردشگری منطقه آزاد ارس، مدیرکل سیاسی، انتخابات و تقسیمات کشوری استانداری تهران، مدیر کل سیاسی وزارت کشور، سرپرست معاونت سیاسی وزارت کشور و استانداری قم از جمله سوابق مدیریتی و علمی وی است.
استانداری قم از سوابق بهرام سرمست است.‌ سه‌شنبه‌های اقتصادی از ابتکارات دوران مدیریتی وی در استانداری قم به‌شمار می‌آید. در نتیجه این عملیات میدانی با برگزاری ستاد تسهیل و رفع موانع تولید در واحدهای تولیدی و کارخانجات، نه‌تنها هیچ واحد تولیدی در شرایط سخت تحریم و کرونا از مدار خارج نشد، بلکه ۷۲ واحد راکد و نیمه راکد نیز به مدار تولید بازگشت. در دوران مَسئولیت وی در استان قم، ۵۵۵ طرح توسعه‌ای ایجاد و به بهره‌برداری رسیده است.
سرمست دارای ۲۰ عنوان مقاله پژوهشی داخلی و بین‌المللی و ۵ عنوان کتاب در زمینه‌های سیاسی، اجتماعی و اقتصادی است. همچنین وی مدرس دوره‌های کارآفرینی و توسعه کسب و کار در دانشگاه تهران بوده است.